# Pilocrocis ingeminata
Pilocrocis ingeminata là một loài bướm đêm trong họ Crambidae.